# 孔二狗
孔二狗（1981年1月8日—），原名孔祥照，中國網路作家。

## 生平
1981年出生于内蒙古赤峰市敖汉旗，大学兽医本科毕业，2003年在上海一咨询公司工作。2007年起以一部黑道故事的連載小說開始出名。2011年加盟北京小马奔腾文化传媒股份有限公司成为旗下编剧。2014年7月出任游族影业首席执行官。

## 文学作品
- 《东北往事——黑道风云20年》（ISBN 978-7-229-00575-7）：作者在网络上连载且完结的第一部长篇小说，出版了实体书。讲述了中国大陆东北某工业城市从80年代初至21世纪初近二十年的黑道变迁[4][5]。

- 《江湖1982》：讲述《黑道风云20年》中出现过的某些人物在1982年左右的矛盾是非，连载中。

- 《江湖，那个别样的江湖》：以上海白领职业为背景的职场小说，连载中。

- 《奶奶，让我来写你的墓志铭》：讲述作者祖母生平的小说，连载中。

- 《我是处男，我奔跑，我寻找。》：讲述作者在成长过程中旁人的八卦小说，连载中。

## 執導
- 电影《东北往事之二十年》由夏雨、张静初、胡军、吴樾、张歆艺、马浴柯、王紫逸、崔志佳、余皑磊、范雷、鹿凌桀主演，原定于2019年5月1日上映，4月9日宣布撤档。

## 作品改编
- 2012年 网络剧《东北往事之黑道风云20年》

## 脚注
1. 1 2 3  《孔二狗：写“黑道”一夜走红》，《重庆晨报》2009年6月21日，15版.   [2009-07-29]. （原始内容存档于2016-03-07）.。
2. ↑  《知名写手孔二狗：我的目标是写出名著》，黑龙江新闻网－生活报[永久]。
3. ↑  《孔二狗:寫小說揭秘黑道病態》吳波,《廣州日報》2009年5月22日 （页面存档备份，存于）。
4. ↑  《孔二狗：哥写的不是黑社会，是时代》张欢，《南方人物周刊》《济南时报》2009年8月20日，B08版[永久]
5. ↑  《孔二狗:新書講述溫暖的悲傷》郝岩，《大連晚報》2009年8月24日 （页面存档备份，存于）。